# Amerikanische Buschratten
Die Amerikanischen Buschratten (Neotoma) sind eine Gattung der Neuweltmäuse, von denen 22 bis 23 Arten bekannt sind.

## Beschreibung
Die Körperlänge beträgt je nach Art zwischen 150 und 230 mm, die Schwanzlänge zwischen 75 und 240 mm und das Gewicht zwischen 199 und 450 Gramm. Das Fell kann sowohl weich als auch etwas rau sein. Die zarte Färbung der Oberseite variiert von hell, grau-sandfarben bis dunkelgrau und zimt-sandfarben. Die Unterseite ist reinweiß, hellgrau oder sandfarben. Die Art Neotoma chrysomelas zeigt eine leuchtend rötlichbraune Fellfärbung.

## Verbreitung und Lebensraum
Amerikanische Buschratten sind in weiten Teilen Nord- und Mittelamerikas beheimatet, ihr Verbreitungsgebiet erstreckt sich vom nordwestlichen Kanada bis Nicaragua. Sie bewohnen unterschiedliche Habitate, einschließlich heiße, trockene Wüsten, feuchte Dschungel und felsige Hänge.

## Lebensweise und Nahrung
Manche Arten der Amerikanischen Buschratten legen komplizierte Baue oder Behausungen an, die sie mit Zweigen, Stängeln, Laub, Knochen, Steinen oder anderem Material auspolstern. Die Behausungen sind oft auf dem Boden, an Felsen oder an der Basis von Bäumen platziert. Sie werden von mehreren Generationen bewohnt und können im Verlauf der Jahre sowohl in der Höhe als auch im Durchmesser Ausmaße von zwei Metern erreichen. Die Baue sind so angelegt, dass Fressfeinde kaum in sie eindringen können, ohne sich zu verletzen. Amerikanische Buschratten sind nachtaktive Einzelgänger. Sie können sehr gut klettern, steigen aber gewöhnlich nicht hoch in die Bäume. Ihre Nahrung besteht aus Wurzeln, Stängeln, Blättern und Samen. Gelegentlich bereichern Wirbellose das Nahrungsangebot. Die Amerikanischen Buschratten trinken nicht oft Wasser und in den heißen Wüstenregionen decken sie ihren Flüssigkeitsbedarf aus dem Wasser, das in Kakteen oder anderen Pflanzen gespeichert ist.

## Fortpflanzung
Die Geschlechtsreife tritt im Alter von zwei Monaten bei der Art Neotoma lepida und im Alter von zwei Jahren bei der Art Neotoma cinerea ein. Die Fortpflanzungszeit erstreckt sich über das gesamte Jahr. Je nach Art variiert die Anzahl der Würfe von eins bis sieben. Die Tragzeit beträgt 30 bis 40 Tage. Die Jungen öffnen nach 21 Tagen die Augen und sind nach vier Wochen entwöhnt. Nach acht Wochen erreichen sie das Gewicht der Erwachsenen.

## Amerikanische Buschratten und Menschen
Einige Arten sammeln mit Vorliebe glänzende Objekte für ihre Nester. Sehen sie ein schöneres Ding als das, was sie gerade tragen, lassen sie das alte liegen und nehmen das neue mit. Dieser Eigenschaft verdanken sie im Englischen die Namen „trade rats“ oder „pack rats“ – eine Bezeichnung, die auch auf Personen mit dem Messie-Syndrom angewandt wird.
Mehrere Arten, die auf kleinen Inseln endemisch sind, sind akut bedroht. Dazu zählen Neotoma anthonyi und Neotoma bunkeri, die beide möglicherweise bereits ausgestorben sind. Die Gründe dafür liegen in der Zerstörung ihres Lebensraums und der Nachstellung durch eingeschleppte verwilderte Katzen.

## Bedeutung für die Forschung
Der versteinerte Unrat der Amerikanischen Buschratten (Rattenabfallhaufen) spielt eine zentrale Rolle in der paläoökologischen und paläoklimatischen Forschung über den amerikanischen Südwesten.

## Systematik
Musser und Carleton (2005) unterteilen die Gattung in drei Untergattungen mit folgenden Arten:
- Untergattung Neotoma
  - Die Weißkehl-Buschratte (Neotoma albigula) lebt im Südwesten der Vereinigten Staaten (von Colorado an) und im nördlichen Mexiko. Die auf Datil Island im Golf von Kalifornien lebende Population wurde früher als N. varia als eigene Art betrachtet, heute jedoch als Unterart von N. albigula klassifiziert.
  - Die Tamaulipan-Buschratte (Neotoma angustapalata) lebt in den mexikanischen Staaten Tamaulipas und San Luis Potosí.
  - Die Bryant-Buschratte (Neotoma bryanti) ist auf der Insel Isla de Cerros, ebenfalls bei Niederkalifornien, endemisch. Diese Art gilt als stark gefährdet.
    - Die Coronados-Buschratte (Neotoma bryanti bunkeri) war eine Unterart der Bryant-Buschratte,[1] die nur von der Inselgruppe Islas Coronado bei Niederkalifornien, bekannt ist. Sie gilt laut IUCN als ausgestorben.
    - Die Todos-Santos-Buschratte (Neotoma bryanti anthonyi) war eine Unterart der Bryant-Buschratte,[1] die nur von der Insel Islas de Todos Santos bei Niederkalifornien (Mexiko) bekannt. Sie gilt laut IUCN als ausgestorben (extinct).
    - Die San-Martin-Buschratte (Neotoma bryanti martinensis) war eine Unterart der Bryant-Buschratte,[1] die auf der Insel Isla San Martin bei Niederkalifornien endemisch war.  Sie gilt laut IUCN als ausgestorben (extinct).

  - Die Nicaragua-Buschratte (Neotoma chrysomelas) ist in Honduras und Nicaragua heimisch. Diese Art weist zeigt eine leuchtend rötlichbraune Fellfärbung auf.
  - Die Arizona-Buschratte (Neotoma devia) lebt im US-Bundesstaat Arizona und den angrenzenden Teilen Mexikos (Sonora).
  - Die Östliche Buschratte (Neotoma floridana) lebt in der mittleren und östlichen USA von Colorado und Texas beziehungsweise Virginia an südostwärts bis Florida. Eine eigene Unterart, N. f. smalli, lebt auf den Florida Keys und gilt als stark gefährdet.
  - Die Dunkelfuß-Buschratte (Neotoma fuscipes) ist in den Gebirgsregionen der westlichen USA (von Oregon bis Kalifornien) verbreitet.
  - Die Goldman-Buschratte (Neotoma goldmani) bewohnt das zentralmexikanische Hochland.
  - Die Wüsten-Buschratte (Neotoma lepida) lebt in den westlichen USA (von Oregon und Utah an) bis auf die mexikanische Halbinsel Niederkalifornien.
  - Die Weißzahn-Buschratte (Neotoma leucodon) ist in den südwestlichen US-Bundesstaaten Colorado, Arizona und Texas sowie nördlichen und mittleren Mexiko beheimatet.
  - Die Großohr-Buschratte (Neotoma macrotis) lebt in Kalifornien sowie auf Niederkalifornien.
  - Die Allegheny-Buschratte (Neotoma magister) ist in weiten Teilen der östlichen USA (von Indiana und New York bis Georgia) verbreitet.
  - Die Mexikanische Buschratte (Neotoma mexicana) ist von den US-Bundesstaaten Utah und Colorado über Mexiko bis Honduras verbreitet.
  - Die Kleinfuß-Buschratte (Neotoma micropus) ist in den westlichen USA (von Colorado und Kansas an südwärts) bis ins mittlere Mexiko verbreitet.
  - Die Nelson-Buschratte (Neotoma nelsoni) ist nur von einem kleinen Gebiet im mexikanischen Bundesstaat Veracruz bekannt. Die Art gilt als stark gefährdet.
  - Die Bolaños-Buschratte (Neotoma palatina) lebt nur im mexikanischen Bundesstaat Jalisco.
  - Die Stephen-Buschratte (Neotoma stephensi) kommt in den US-Bundesstaaten Utah, Arizona und New Mexico vor.
- Untergattung Teonoma
  - Die Buschschwanzratte (Neotoma cinerea) lebt im westlichen Nordamerika. Sie ist die größte Art und unterscheidet sich unter anderem durch den buschigen Schwanz.
- Untergattung Teanopus
  - Die Sonora-Buschratte (Neotoma phenax) lebt in den mexikanischen Staaten Sonora und Sinaloa. Sie gilt als eine sehr urtümliche Art.

In aktuellen Systematiken (Ceballos, 2014; Pardiñas et al., 2017) wird auch die Insel-Buschratte (Neotoma insularis) als eigenständige Art betrachtet. Während der letzten Suche im Jahr 1997 wurde sie nicht mehr gesichtet und gilt möglicherweise als ausgestorben. Sie war auf der Isla Ángel de la Guarda im Golf von Kalifornien endemisch.
Die Magdalena-Ratte (Xenomys nelsoni) und Allens Buschratte (Hodomys alleni) werden manchmal ebenfalls in diese Gattung eingegliedert.
Ferner sind zwei fossile Arten bekannt: Neotoma pygmaea und Neotoma findleyi aus dem Jungpleistozän.